# Recours en cassation
« Cassation » redirige ici. Pour les autres significations, voir Cassation (homonymie).
 (février 2014).
Le recours en cassation est un recours devant la plus haute juridiction nationale.

## Terminologie
Dans une voie de recours de « nature cassatoire », la juridiction supérieure qui ne partage pas l’opinion des juges précédents casse leur jugement et leur renvoie l'affaire pour un nouveau jugement.
À l'inverse, dans une voie de recours de « nature réformatoire », la juridiction supérieure va prendre une nouvelle décision qui annule et remplace le jugement précédent.

## Par pays

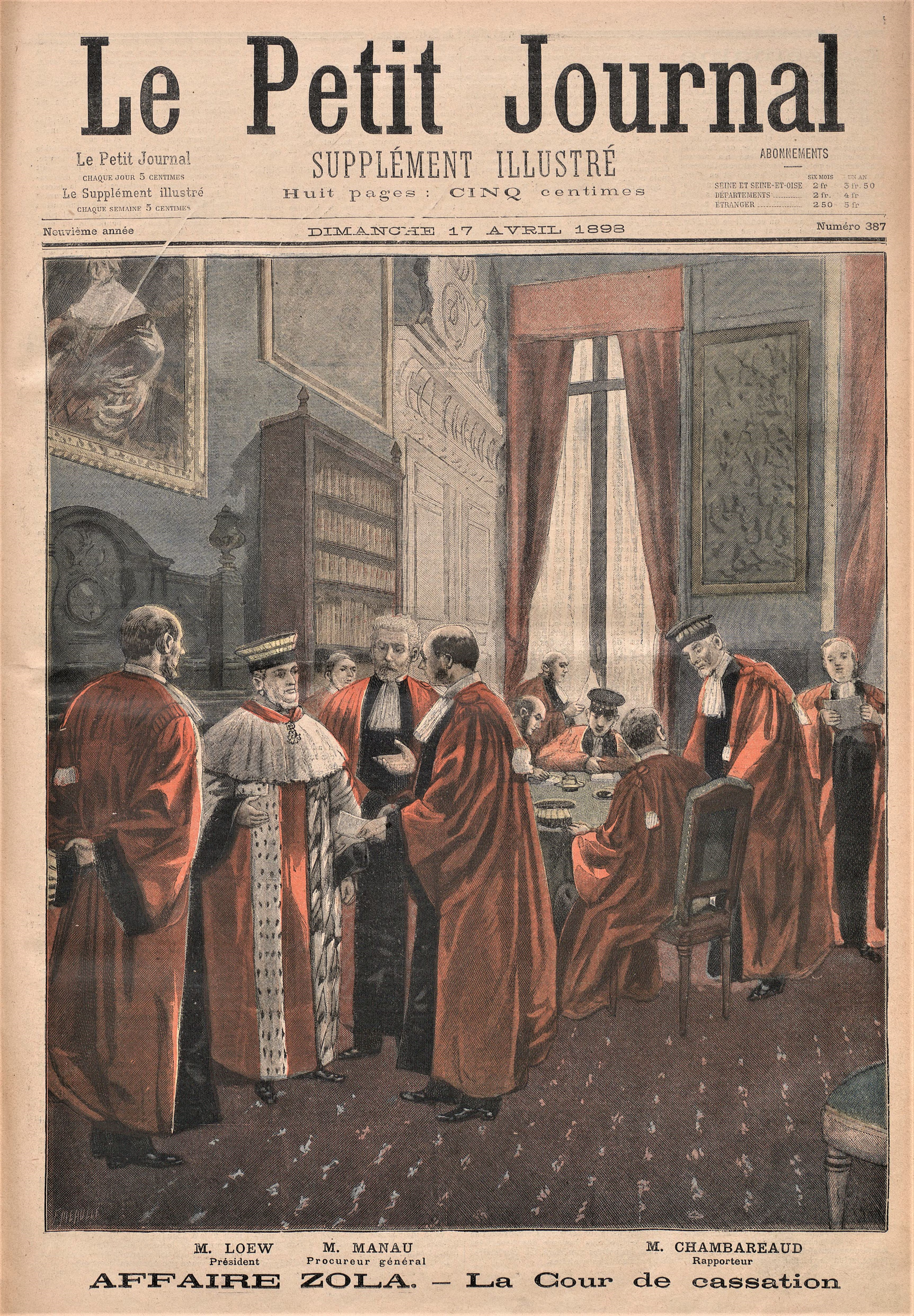
Une du Petit Journal le 17 avril 1898 : l'affaire Dreyfus en cassation.

### France
En France, le recours en cassation s'exerce devant le Conseil d'État pour les décisions des juridictions administratives, et devant la Cour de cassation pour les décisions des juridictions judiciaires.
Le juge de cassation, saisi par un pourvoi en cassation, ne juge que de la régularité et de la conformité au droit des ordonnances, arrêts ou jugements rendus en dernier ressort (c'est-à-dire rendus par le juge d'appel ou par une juridiction de première instance lorsque l'appel n'est pas ouvert) par les autres juridictions (dites « juges du fond »). Si la décision de justice attaquée est rendue en violation d'une règle de droit, elle est alors cassée et annulée.
Le juge de cassation ne constitue donc pas un troisième degré de juridiction.
En effet, devant lui, la matérialité des faits constatés par les juges du fond ne peut être remise en cause : le juge de cassation n'est pas doté de la plénitude de juridiction.

### Droit canon
Dans l'ordre juridique de l'Église catholique romaine, les recours en cassation sont portés devant le Tribunal suprême de la Signature apostolique contre les décisions de la Rote romaine, en application de la Constitution apostolique Pastor Bonus, dont l'article 122 dispose que le Tribunal « connaît des actions en nullité et demandes de restitution intégrale contre les décisions de la Rote romaine » (« Ipsum cognoscit querelas nullitatis et petitiones restitutionis in integrum contra sententias Rotae Romanae »).